# Saskia Santer
Pour les articles homonymes, voir Santer.
Saskia Santer est une biathlète et fondeuse italienne, née le 5 décembre 1977 à San Candido.

## Biographie
Saskia Santer possède aussi la nationalité belge.
En biathlon, elle a participé aux Jeux olympiques d'hiver de 2002 où elle est 36e du sprint, 42e de la poursuite, 49e de l'individuel et 11e du relais et aux Jeux olympiques d'hiver de 2006, où elle est 57e du sprint, non classée en poursuite, 51e de l'individuel et 12e du relais.
En Coupe du monde, sa meilleure performance individuelle est une 12e place de Khanty-Mansiïsk lors de la saison 2004-2005. Son meilleur résultat individuel aux Championnats du monde a été obtenu dans la même localité en 2003 avec un 14e rang sur l'individuel. Elle prend sa retraite sportive en 2006, disputant seulement le relais mixte des Championnats du monde 2007 après.
En Coupe du monde de ski de fond, qu'elle dispute de 1994 à 2000, elle compte deux 28e places pour meilleur résultat.
Ses sœurs Nathalie et Stephanie sont également des skieuses de haut niveau.

## Palmarès

### Jeux olympiques
| Épreuve / Édition                   | Individuel | Sprint | Poursuite | Départ en masse                  | Relais |
| Jeux olympiques 2002 Salt Lake City | 49e        | 36e    | 42e       | Épreuve inexistante à cette date | 11e    |
| Jeux olympiques 2006 Turin          | 51e        | 57e    | LAP       | —                                | 12e    |

Légende :
- — : N'a pas participé à cette épreuve
- : épreuve non disputée lors de cette édition

### Championnats du monde
| Épreuve / Édition                | Individuel                       | Sprint                           | Poursuite                        | Départ en masse                  | Relais                           | Relais mixte                     |
| Mondiaux 2001 Pokljuka           | 53e                              | 31e                              | 30e                              | -                                | 8e                               | Épreuve inexistante à cette date |
| Mondiaux 2003 Khanty-Mansiïsk    | 14e                              | 68e                              | -                                | -                                | 12e                              | Épreuve inexistante à cette date |
| Mondiaux 2004 Oberhof            | 40e                              | 63e                              | -                                | -                                | 12e                              | Épreuve inexistante à cette date |
| Mondiaux 2005 Hochfilzen         | 40e                              | 45e                              | 43e                              | -                                | 13e                              | Épreuve inexistante à cette date |
| Mondiaux 2005 Khanty-Mansiïsk    | Épreuve inexistante à cette date | Épreuve inexistante à cette date | Épreuve inexistante à cette date | Épreuve inexistante à cette date | Épreuve inexistante à cette date | 19e                              |
| Mondiaux 2006 Pokljuka           | Épreuve inexistante à cette date | Épreuve inexistante à cette date | Épreuve inexistante à cette date | Épreuve inexistante à cette date | Épreuve inexistante à cette date | 12e                              |
| Mondiaux 2007 Antholz-Anterselva | DNS                              | -                                | -                                | -                                | -                                | 21e                              |

Légende :

 : épreuve inexistante

- : n'a pas participé à l'épreuve

DNS : n'a pas pris le départ

### Coupe du monde de biathlon
- Meilleur classement général : 43e en 2003.
- Meilleur résultat individuel : 12e.

#### Différents classements en Coupe du monde
| Année     | Classement général final | Sprint | Poursuite | Individuel | Mass start |
| 2000-2001 | 79e                      | -      | 62e       | -          | -          |
| 2001-2002 | 49e                      | 30e    | 75e       | -          | -          |
| 2002-2003 | 43e                      | 43e    | 54e       | 30e        | 35e        |
| 2004-2005 | 47e                      | 32e    | -         | -          | -          |
| 2005-2006 | 68e                      | 57e    | -         | -          | -          |

### Coupe du monde de ski de fond
- Meilleur classement général : 80e en 2000.